# پل گاماسب کرمانشاه
شابک ‎
این پل در مقابل بیستون قرار دارد. بخشی از آن در زمان صفویان ساخته شده‌است. از این پل تنها پایه‌های ان به جامانده است. این پایه‌ها به اندازه‌ای نزدیک به هم بوده که‌گمان میرود روی آن‌ها تنها تخته سنگ انداخته بوده‌اند. چون باری نمونه در پاسارگارد درجای گذر ازخندق، روی پایه تخته سنگ انداخته می‌شده و پلی پدید می‌آمده است.